# Return to Castle Wolfenstein
Return to Castle Wolfenstein is een computerspel in het first-person shooter-genre dat is gepubliceerd door Activision en uitgebracht in 2001. De singleplayerversie werd ontwikkeld door Gray Matter Interactive. Nerve Software ontwikkelde de multiplayermodus. id Software, de maker van het originele computerspel getiteld Wolfenstein 3D, zag toe op de ontwikkeling en productie van het spel.

## Verhaallijn
In Return to Castle Wolfenstein speelt de speler als Amerikaanse soldaat die de naam William Joseph "B.J." Blazkowicz draagt. Deze wordt ook Agent two genoemd.  Het verhaal speelt zich af in de Tweede Wereldoorlog. Het verhaal begint in het kasteel van Wolfenstein zelf, Blazkowicz en zijn collega ( Agent one) zijn een onderzoek aan het doen naar de activiteiten van de Paranormale SS Divisie in Duitsland. Ze worden gevangengenomen en weggebracht naar de kelders van het kasteel. Daar worden ze ondervraagd en gemarteld. Agent one overleeft de martelingen niet maar Blazkowicz slaagt erin te vluchten uit het kasteel en de verzetsstrijders die wat verder gepositioneerd zijn te bereiken.  In de loop van het verhaal komt Blazkowicz te weten dat een van de beste Duitse wetenschappers van de Paranormale SS Divisie een aanval op Londen is aan het voorbereiden. Zijn plan bestaat eruit om een V2 raket, die vol met chemische stoffen zit, op Londen af te sturen om zo chaos en paniek te creëren.  Blazkowicz krijgt de opdracht dit te voorkomen en wordt in de buurt van het laboratorium gedropt. Op de weg naar daar komt hij tal van aangepaste soldaten tegemoet.  Dit zijn stuk voor stuk soldaten die het gevolg zijn van ofwel een gefaald ofwel geslaagd experiment waren. Sommige lopen rond met hydraulische benen en vastgezette wapens.  Anderen hebben een harnas dat is vastgeroeid in hun vel. In het spel worden deze soms ook Übersoldaten genoemd vanwege hun ongekende krachten. Naast deze supersoldaten lopen er ook tal van zombies rond die bewust zijn gewekt, met behulp van chemische proeven en experimenten, om zo meer soldaten te hebben. Helaas is de Duitse wetenschapper kunnen vluchten en zo krijgt Blazkowicz uiteindelijk zijn laatste opdracht namelijk: een einde maken aan de duivelse plannen van de nazi's door hun laatste wapen te vernietigen, een soortgelijk raket maar die veel verwoestender is.

## Multiplayer
Het multiplayer-gedeelte van Wolfenstein is een speelmodus die kan gespeeld worden vanuit beide kanten. Eén deel van de spelers zijn nazi's en een ander deel zijn de geallieerden. In de multiplayer krijgen beide kampen hun eigen primaire en secundaire doelen. Voor de geallieerden bestaan de doelen er meestal uit het vernietigen en overpakken van posities en het verzamelen van bepaalde informatie. Voor de Duitsers zijn de missies simpel, hun posities verdedigen en ervoor zorgen dat de geallieerden op geen enkele manier aan de geheime documenten geraken. In het online gedeelte kan de speler kiezen uit een gewone infanteriesoldaat (meer vuurkracht), dokter (zichzelf en anderen genezen), luitenant (zichzelf en anderen munitie brengen) of ingenieur (zetten van bommen en ze ontmijnen).

## Versies
Er zijn verschillende 'uitvoeringen' van het spel. De 'Collectors Edition' zit in een metalen doos met verschillende promotieartikelen. De 'Game of the Year Edition' bevat de voorganger Wolfenstein 3D en demo’s van het computerspel. De 'Platinum Edition' bevat de titel Wolfenstein: Enemy Territory, een opzichzelfstaand spel dat ook gratis te downloaden is.
In 2003 kwam het computerspel beschikbaar voor PlayStation 2 en Xbox met titels als Operation Resurrection en Tides of War. Beide consoleversies bevatten een aantal elkaar opvolgende singleplayermissies waarin de protagonist, William Joseph "B.J." Blazkowicz (Agent Two) en zijn partner Agent One opereren in het door nazi's bezette Egypte, Noord-Afrika. De tweespelersamenwerkingsmodus is exclusief voor de consoles en laat de tweede speler de rol van Agent One aannemen (later doodgemarteld in het Wolfenstein-kasteel/gevangenis van Missie 1). De Xbox-versie kan ook online gespeeld worden via Xbox Live.
Het computerspel is gebaseerd op de Quake III-engine van id Software.

## Filmversie
Op 4 augustus 2008 maakte id Software bekend dat het spel verfilmd zal worden. Roger Avary is regisseur en schrijver van het script.

## Trivia
- Het spel is opgenomen in het boek 1001 Video Games You Must Play Before You Die van Tony Mott.